# Болгарська література
Болгарська література — сукупність літературних творів, написаних болгарськими письменниками та болгарською мовою.